# Квастелар Гвидобоно
Квастелар Гвидобоно (итал. Castellar Guidobono) је насеље у Италији у округу Алесандрија, региону Пијемонт.
Према процени из 2011. у насељу је живело 393 становника. Насеље се налази на надморској висини од 150 м.

## Становништво
| 1936. | 1951. | 1961. | 1971. | 1981. | 1991. | 2001. | 2011. |
| ----- | ----- | ----- | ----- | ----- | ----- | ----- | ----- |
| 492   | 451   | 451   | 444   | 412   | 380   | 402   | 427   |